# Мартіна Грімальді
Мартіна Грімальді  (італ. Martina Grimaldi, 28 вересня 1988) — італійська плавчиня, олімпійська медалістка.

## Виступи на Олімпіадах
| Олімпіада   | Дисципліна              | Місце |
| ----------- | ----------------------- | ----- |
| Пекін 2008  | 10 км на відкритій воді | 10    |
| Лондон 2012 | 10 км на відкритій воді | 3     |

## Зовнішні посилання
- Досьє на sport.references.com [Архівовано 25 вересня 2015 у Wayback Machine.]